# EPrix van Jakarta 2025
De ePrix van Jakarta 2025 werd gehouden op 21 juni 2025 op het Jakarta International ePrix Circuit. Dit was de twaalfde race van het Formule E-seizoen 2024-2025. De race keerde terug op de kalender na een jaar afwezigheid.
De race werd gewonnen door Cupra Kiro-coureur Dan Ticktum, die zijn eerste Formule E-zege behaalde. Edoardo Mortara eindigde voor Mahindra als tweede, terwijl Envision-rijder Sébastien Buemi derde werd. Oorspronkelijk werd Nico Müller voor Andretti derde, maar een tijdstraf voor Buemi vanwege het veroorzaken van een aanrijding werd twee weken na de race teruggedraaid.

## Kwalificatie

### Groepsfase
De top vier uit iedere groep kwalificeerde zich voor de knockoutfase.
Groep A
| Pos | No | Coureur                | Team             | Tijd     |
| --- | -- | ---------------------- | ---------------- | -------- |
| 1   | 25 | Jean-Éric Vergne       | DS               | 1:09.460 |
| 2   | 27 | Jake Dennis            | Andretti-Porsche | 1:09.922 |
| 3   | 48 | Edoardo Mortara        | Mahindra         | 1:09.944 |
| 4   | 37 | Nick Cassidy           | Jaguar           | 1:10.014 |
| 5   | 13 | António Félix da Costa | Porsche          | 1:10.082 |
| 6   | 8  | Sam Bird               | McLaren-Nissan   | 1:10.285 |
| 7   | 51 | Nico Müller            | Andretti-Porsche | 1:10.304 |
| 8   | 2  | Stoffel Vandoorne      | Maserati         | 1:10.402 |
| 9   | 23 | Oliver Rowland         | Nissan           | 1:10.451 |
| 10  | 22 | Zane Maloney           | Lola-Yamaha-ABT  | 1:10.503 |
| 11  | 17 | Norman Nato            | Nissan           | 1:10.693 |

Groep B
| Pos | No | Coureur            | Team               | Tijd     |
| --- | -- | ------------------ | ------------------ | -------- |
| 1   | 5  | Taylor Barnard     | McLaren-Nissan     | 1:08.968 |
| 2   | 21 | Nyck de Vries      | Mahindra           | 1:08.968 |
| 3   | 16 | Sébastien Buemi    | Envision-Jaguar    | 1:09.024 |
| 4   | 33 | Dan Ticktum        | Cupra Kiro-Porsche | 1:09.113 |
| 5   | 9  | Mitch Evans        | Jaguar             | 1:09.128 |
| 6   | 7  | Maximilian Günther | DS                 | 1:09.188 |
| 7   | 1  | Pascal Wehrlein    | Porsche            | 1:09.330 |
| 8   | 3  | David Beckmann     | Cupra Kiro-Porsche | 1:09.383 |
| 9   | 55 | Jake Hughes        | Maserati           | 1:09.649 |
| 10  | 11 | Lucas di Grassi    | Lola-Yamaha-ABT    | 1:09.878 |
| 11  | 4  | Robin Frijns       | Envision-Jaguar    | 1:10.799 |

### Knockoutfase
De combinatie letter/cijfer staat voor de groep waarin de betreffende coureur uitkwam en de positie die hij in deze groep behaalde.
|  | Kwartfinale      | Kwartfinale    |               |          | Halve finale | Halve finale |  |  | Finale | Finale |
|  |                  |                |               |          |              |              |  |  |        |        |
|  |                  |                |               |          |              |              |  |  |        |        |
|  | A3-A2            |                |               |          |              |              |  |  |        |        |
|  |                  |                |               |          |              |              |  |  |        |        |
|  | Edoardo Mortara  | 1:07.289       |               |          |              |              |  |  |        |        |
|  | Edoardo Mortara  | 1:07.289       | K1-K2         |          |              |              |  |  |        |        |
|  | Jake Dennis      | 1:07.249       |               |          |              |              |  |  |        |        |
|  | Jake Dennis      | 1:07.249       | Jake Dennis   | 1:06.765 |              |              |  |  |        |        |
|  | A4-A1            |                | Jake Dennis   | 1:06.765 |              |              |  |  |        |        |
|  |                  | Nick Cassidy   | 1:09.126      |          |              |              |  |  |        |        |
|  | Nick Cassidy     | Nick Cassidy   | 1:09.126      | 1:07.141 |              |              |  |  |        |        |
|  | Nick Cassidy     |                | H1-H2         | 1:07.141 |              |              |  |  |        |        |
|  | Jean-Éric Vergne | 1:08.033       |               |          |              |              |  |  |        |        |
|  | Jean-Éric Vergne | 1:08.033       | Jake Dennis   | 1:06.713 |              |              |  |  |        |        |
|  | B3-B2            |                | Jake Dennis   | 1:06.713 |              |              |  |  |        |        |
|  |                  | Taylor Barnard | 1:07.715      |          |              |              |  |  |        |        |
|  | Sébastien Buemi  | Taylor Barnard | 1:07.715      | 1:07.601 |              |              |  |  |        |        |
|  | Sébastien Buemi  | K3-K4          |               | 1:07.601 |              |              |  |  |        |        |
|  | Nyck de Vries    | 1:07.170       |               |          |              |              |  |  |        |        |
|  | Nyck de Vries    | 1:07.170       | Nyck de Vries | 1:07.041 |              |              |  |  |        |        |
|  | B4-B1            |                | Nyck de Vries | 1:07.041 |              |              |  |  |        |        |
|  |                  | Taylor Barnard | 1:06.759      |          |              |              |  |  |        |        |
|  | Dan Ticktum      | Taylor Barnard | 1:06.759      | 1:06.958 |              |              |  |  |        |        |
|  | Dan Ticktum      |                |               | 1:06.958 |              |              |  |  |        |        |
|  | Taylor Barnard   | 1:06.953       |               |          |              |              |  |  |        |        |
|  | Taylor Barnard   | 1:06.953       |               |          |              |              |  |  |        |        |

### Startopstelling
| Pos | No | Coureur                | Team               |
| --- | -- | ---------------------- | ------------------ |
| 1   | 27 | Jake Dennis            | Andretti-Porsche   |
| 2   | 5  | Taylor Barnard         | McLaren-Nissan     |
| 3   | 21 | Nyck de Vries          | Mahindra           |
| 4   | 37 | Nick Cassidy           | Jaguar             |
| 5   | 33 | Dan Ticktum            | Cupra Kiro-Porsche |
| 6   | 48 | Edoardo Mortara        | Mahindra           |
| 7   | 16 | Sébastien Buemi        | Envision-Jaguar    |
| 8   | 25 | Jean-Éric Vergne       | DS                 |
| 9   | 13 | António Félix da Costa | Porsche            |
| 10  | 9  | Mitch Evans            | Jaguar             |
| 11  | 8  | Sam Bird               | McLaren-Nissan     |
| 12  | 7  | Maximilian Günther     | DS                 |
| 13  | 51 | Nico Müller            | Andretti-Porsche   |
| 14  | 2  | Stoffel Vandoorne      | Maserati           |
| 15  | 3  | David Beckmann         | Cupra Kiro-Porsche |
| 16  | 23 | Oliver Rowland         | Nissan             |
| 17  | 1  | Pascal Wehrlein        | Porsche            |
| 18  | 55 | Jake Hughes            | Maserati           |
| 19  | 22 | Zane Maloney           | Lola-Yamaha-ABT    |
| 20  | 11 | Lucas di Grassi        | Lola-Yamaha-ABT    |
| 21  | 17 | Norman Nato            | Nissan             |
| 22  | 4  | Robin Frijns           | Envision-Jaguar    |

## Race
| Pos | No | Coureur                | Team               | Rondes | Tijd/Oorzaak uitval | Grid | Punten |
| --- | -- | ---------------------- | ------------------ | ------ | ------------------- | ---- | ------ |
| 1   | 33 | Dan Ticktum            | Cupra Kiro-Porsche | 38     | 48:33.418           | 5    | 25     |
| 2   | 48 | Edoardo Mortara        | Mahindra           | 38     | +0.371              | 6    | 18     |
| 3   | 16 | Sébastien Buemi        | Envision-Jaguar    | 38     | +2.513              | 7    | 16     |
| 4   | 51 | Nico Müller            | Andretti-Porsche   | 38     | +2.936              | 13   | 12     |
| 5   | 13 | António Félix da Costa | Porsche            | 38     | +4.316              | 9    | 10     |
| 6   | 37 | Nick Cassidy           | Jaguar             | 38     | +4.833              | 4    | 8      |
| 7   | 5  | Taylor Barnard         | McLaren-Nissan     | 38     | +5.741              | 2    | 6      |
| 8   | 8  | Sam Bird               | McLaren-Nissan     | 38     | +6.060              | 11   | 4      |
| 9   | 4  | Robin Frijns           | Envision-Jaguar    | 38     | +7.745              | 22   | 2      |
| 10  | 23 | Oliver Rowland         | Nissan             | 38     | +10.142             | 16   | 1      |
| 11  | 1  | Pascal Wehrlein        | Porsche            | 38     | +13.128             | 17   |        |
| 12  | 9  | Mitch Evans            | Jaguar             | 38     | +14.387             | 10   |        |
| 13  | 11 | Lucas di Grassi        | Lola-Yamaha-ABT    | 38     | +14.965             | 20   |        |
| 14  | 17 | Norman Nato            | Nissan             | 38     | +15.241             | 21   |        |
| 15  | 25 | Jean-Éric Vergne       | DS                 | 38     | +20.541             | 8    |        |
| 16  | 3  | David Beckmann         | Cupra Kiro-Porsche | 38     | +21.011             | 15   |        |
| 17  | 27 | Jake Dennis            | Andretti-Porsche   | 38     | +33.034             | 1    | 3      |
| 18  | 22 | Zane Maloney           | Lola-Yamaha-ABT    | 38     | +34.737             | 19   |        |
| DNF | 21 | Nyck de Vries          | Mahindra           | 31     | Technisch           | 3    |        |
| DNF | 2  | Stoffel Vandoorne      | Maserati           | 30     | Remmen              | 14   |        |
| DNF | 55 | Jake Hughes            | Maserati           | 29     | Oververhitting      | 18   |        |
| DNF | 7  | Maximilian Günther     | DS                 | 8      | Schade ongeluk      | 12   |        |

## Tussenstanden wereldkampioenschap

### Coureurs
| Positie | No. | Rijder                 | Team               | Punten |
| ------- | --- | ---------------------- | ------------------ | ------ |
| 01      | 23  | Oliver Rowland         | Nissan             | 172    |
| 02      | 1   | Pascal Wehrlein        | Porsche            | 103    |
| 03      | 13  | António Félix da Costa | Porsche            | 98     |
| 04      | 5   | Taylor Barnard         | McLaren-Nissan     | 92     |
| 05      | 33  | Dan Ticktum            | Cupra Kiro-Porsche | 80     |
| 06      | 25  | Jean-Éric Vergne       | DS                 | 74     |
| 07      | 7   | Maximilian Günther     | DS                 | 71     |
| 08      | 37  | Nick Cassidy           | Jaguar             | 66     |
| 09      | 48  | Edoardo Mortara        | Mahindra           | 65     |
| 10      | 16  | Sébastien Buemi        | Envision-Jaguar    | 63     |

### Teams
| Positie | Team               | Punten |
| ------- | ------------------ | ------ |
| 01      | Porsche            | 201    |
| 02      | Nissan             | 191    |
| 03      | DS                 | 145    |
| 04      | McLaren-Nissan     | 123    |
| 05      | Mahindra           | 121    |
| 06      | Andretti-Porsche   | 103    |
| 07      | Jaguar             | 91     |
| 08      | Maserati           | 89     |
| 09      | Cupra Kiro-Porsche | 80     |
| 10      | Envision-Jaguar    | 80     |

### Constructeurs
| Pos. | Constructeur | Punten |
| ---- | ------------ | ------ |
| 01   | Nissan       | 299    |
| 02   | Porsche      | 296    |
| 03   | Stellantis   | 215    |
| 04   | Jaguar       | 209    |
| 05   | Mahindra     | 147    |
| 06   | Lola-Yamaha  | 46     |